# Holocaustul în Estonia
Holocaustul în Estonia se referă la crimele naziste comise în timpul ocupației Germaniei Naziste în Estonia. Din cei aproximativ 4.300 de evrei care trăiau în Estonia mai înainte de declanșara războiului, între 1.500 și 2.000 au fost deportați de naziști. Aproximativ 500 de evrei au fost deportați în Siberia de către autoritățile sovietice împreună cu „dușamanii poporului” estoni. Aproximativ 10.000 de evrei au fost uciși în lagărele din Estonia după ce au fost deportați aici din diferite alte regiuni ale Europei Răsăritene.
Șapte etnici estoni, (Ralf Gerrets, Ain-Ervin Mere, Jaan Viik, Juhan Jüriste, Karl Linnas, Aleksander Laak și Ervin Viks), au fost judecați de autoritățile sovietice pentru participarea la Holocaust. După restabilirea independenței Estoniei, a fost înființată „Comisia Internațională pentru Investigarea Crimelor împotriva Umanității”.